# Tip (squaredans)
Huvudartikel: Squaredans
Ett tip (dansomgång) utgörs i modern squaredans av två delar. Tippet inleds med ett längre och för dansarna mer utmanande hashcall (direktöversatt till svenska hacka sönder eller pytt i panna), ibland kallat hoedown med samma språkmässiga innebörd. Tippet avslutas sedan med ett kortare singingcall. 
Under hela tippet, som varar i cirka 15 minuter,  håller man ihop med samma danspartner i samma square ("dansfyrkant") bestående av fyra danspar. Efter varje tip upplöser man squarerna och bildar nya. Eventuellt byter man även danspartner. 
Inom squaredansen finns ett uttalat önskemål om att alla ska dansa med alla och det anses inte vara önskvärt att samma par oftare än en gång bildar en square ihop. På vissa danser slumpas paren efter varje tip ihop i nya squarer med hjälp av särskilda danskort (på engelska computer card).

## Hash call
När callern leder ett hashcall, ropar han ut turerna (callen) i takt till musik mer genom att prata eller rappa snarare än att sjunga till musiken. I hashcallet får dansarna utföra de flesta turerna som tillhör den aktuella dansnivån på vilken de befinner sig. Det kräver dansarnas hela uppmärksamhet att förstå vad de ska göra eftersom varje dans är unik (kan läsas turernas ordningsföljd är unik) och ingen av dansarna på förhand exakt vet vad som kommer att krävas av dem. För att bilda återhämtningspauser i dansen återvänder damerna efter ett antal turer regelmässigt till sin partner på utgångspositionen inom squaren (home place) . 
På de högre nivåerna i squaredans, från A2 (Advanced) förekommer det på allmänna danser att dansarna kommer överens med callern att enbart dansa hashcall, eftersom dessa innehåller mer intressant koreografi och större dansutmaningar än singingcallen.

## Singing call
I singingcallet sjunger callern sina uppmaningar, callen (turerna), till dansarna som en del av den för tillfället aktuella sångtexten. Det kräver dansarnas hela uppmärksamhet att förstå vad de ska göra eftersom varje dans är unik och ingen av dansarna på förhand exakt vet vad som kommer att krävas av dem.  I singingcallet byter damen plats så att hon i tur och ordning dansar med alla fyra herrar var för sig, men återvänder på slutet till sin ursprungspartner. Singingcallet är i allmänhet snabbare och mer dansant än hashcallet.
På fotografier från squaredansarrangemang visas ofta scener ifrån singingcallet, då damerna svänger sina kjolar och de speciella underkjolarna som är inspirerade av 1950-tals-modet. 